# Kusaczki
Kusaczki (Myrmotheridae) – rodzina małych ptaków z podrzędu tyrankowców (Tyranni) w rzędzie wróblowych (Passeriformes).

## Występowanie
Zasiedlają krainę neotropikalną.

## Systematyka
Wcześniej zaliczane były do rodziny mrówkowodów (Formicariidae). Kusaczki stanowią takson siostrzany do krytonosów (Rhinocryptidae). Do rodziny należą następujące rodzaje:
- Grallaria Vieillot, 1816
- Hypsibemon Cabanis, 1847
- Cryptopezus Carneiro, Bravo & Aleixo, 2019 – jedynym przedstawicielem jest Cryptopezus nattereri (O.M. de O. Pinto, 1937) – kusaczek mały
- Hylopezus Ridgway, 1909
- Myrmothera Vieillot, 1816
- Grallaricula P.L. Sclater, 1858